# Capitão sênior
Capitão sênior é um posto de oficial usado nas forças armadas, marinhas de guerra, marinhas mercantes, aviação civil e na indústria aérea de alguns países.

## Exército
Em alguns exércitos do mundo, o capitão sênior é um posto entre um capitão regular e um major. O posto geralmente é encontrado apenas em exércitos e forças aéreas. Uma posição semelhante à do capitão sênior da marinha é a patente de coronel sênior.

### Exércitos asiáticos
O posto de da wei (大尉) foi usado pelo Exército Popular de Libertação entre 1955 e 1965, e muitas vezes foi traduzido como capitão sênior. No entanto, as patentes e insígnias derivam da prática do Exército Soviético, que tem, como o Exército Vermelho antes dele e o Exército Russo hoje, quatro postos de oficiais de companhia, uma patente de capitão e três patentes de tenente. A tradução literal dessas quatro patentes em chinês é "oficial júnior", "oficial médio", "oficial superior" e "oficial sênior". Como o ELP hoje usa apenas 3 patentes de oficiais de companhia, tornou-se convencional traduzir shang wei (上尉) que originalmente correspondia ao posto soviético de tenente sênior, como capitão e, portanto, "da wei", que correspondia ao posto de capitão soviético, como capitão sênior. O correspondente vietnamita do quarto posto de oficial júnior, "đại úy", geralmente é traduzido como capitão.
No Exército Nacional Afegão e na Polícia Nacional Afegã, entre as patentes de turan (capitão) e Jagran (major) está a patente de jag turan. No caso da Polícia Nacional Afegã, o posto de jag turan é mais comumente traduzido como "capitão do estado-maior".

### Exércitos europeus
A patente de capitão sênior é rara nas forças armadas ocidentais, mas pode ser encontrada nas forças armadas alemãs, onde a patente de Stabshauptmann (Stabskapitänleutnant na Marinha) foi criado em 1993 para oficiais do Militärfachlicher Dienst (ex-sargentos em cargos de especialistas) que não puderam ser promovidos ao oficiais superiores. As Forças Armadas belgas usam o posto de captain-commandant (capitão-comandante) como uma patente padrão. A Itália usa um título de "primo capitano" (primeiro capitão) para capitães (exército, aeronáutica e Carabinieri) que tenham exercido o posto de capitão por muito tempo, atualmente nove anos ou mais.
No Exército da Checoslováquia (e no Exército do Povo da Checoslováquia) até 1954, o posto de štábní kapitán (capitão do estado-maior) era o posto equivalente.
Historicamente, o Exército Britânico usou o título de First Capitain (Primeiro Capitão) para identificar o comandante de companhia mais sênior em relação aos outros comandantes da companhia.
As Forças Armadas da Sérvia estão usando o posto de capitão sênior ( капетан I класе ) desde 1860. A patente foi usada pelo Exército Real da Sérvia e pelo Exército Real Iugoslavo até 1945. O novo governo comunista reintroduziu o posto de capitão sênior em 1952 para o Exército do Povo Iugoslavo. Foi usado nas Forças Armadas da Sérvia e Montenegro até 2006. Em dezembro de 2019, o Ministério da Defesa decidiu reintroduzir o posto de capitão sênior nas Forças Armadas da Sérvia.

### Insígnias de capitão sênior

Stabshauptmann[1](Exército Alemão)
Capitán primero[2](Exército da Guatemala)
Primo capitano[3](Exército Italiano)
Capitán primero[4](Exército Mexicano)

## Marinhas
Em alguns países do mundo, existe a noção de capitão sênior, abreviatura "Sr. CAPT" ou "Snr CAPT". Às vezes, isso também é chamado ou indicado como comodoro ou capitão da flotilha. Quando um posto semelhante existia na Marinha Imperial Russa, ele não era chamado de comodoro, mas sim de capitão-comandante. Um capitão naval sênior é semelhante ao posto de coronel sênior do exército ou, em alguns casos, ao general de brigada do exército.

## Marinhas mercantes
Em algumas marinhas mercantes do mundo, alguns comandantes de navios, com especial e reconhecida antiguidade em termos de verdadeiro e efetivo comando de navios oceânicos, são indicados com o título de capitão sênior; além disso, de acordo com antigas tradições marítimas, são referidos como comodoro, abreviado em Cmde ou também CMDE. O capitão mais antigo, entre outros capitães seniores, será nomeado primeiro capitão sênior ou, de acordo com as tradições marítimas referido como comodoro de 1ª classe abreviado em Codre ou também CDRE. capitão sênior, a abreviatura será "Sr. CAPT" ou "Snr CAPT".

## Aviação civil e indústria aérea
Na aviação civil, o cargo de “comandante sênior” é um cargo contratual, correspondente ao nível máximo alcançável, para o “capitão” de aeronaves da aviação civil, tanto de asa fixa quanto de asa rotativa, dependente de requisitos específicos de antiguidade. É seguido em ordem decrescente pelo "primeiro capitão". O "comandante sênior", no setor aéreo, realiza, em solo, trabalhos de coordenação na organização dos turnos e atendimento do pessoal de navegação aérea. O título, a patente de capitão superior, encontra-se deontologicamente, hierarquicamente e contratualmente protegido, pelo que não é permitido o uso deste título honorífico e patente sem possuir título legítimo. "Capitão sênior", abreviação será "Sr. CAPT" ou "Snr CAPT".

## Serviço de corte de receita dos Estados Unidos
O posto de capitão sênior foi usado pelo Revenue Cutter Service para denotar um posto equivalente a um comandante da Marinha dos EUA e foi criado em 1908 durante uma revisão das estruturas de posto de serviço pelo Congresso. O posto e o título de capitão-comandante denotavam o chefe do Revenue Cutter Service e eram superiores ao posto de capitão sênior. O capitão-comandante era equivalente a um capitão da marinha. Um capitão do Revenue Cutter Service era equivalente a um tenente-comandante da marinha na época.

### Citações
1. ↑  «Dienstgradabzeichen Heer». bundeswehr.de (em alemão). Bundeswehr. Consultado em 30 de maio de 2021
2. ↑  «Grados Militares». mindef.mil.gt (em espanhol). Ministry of Defence (Guatemala). Consultado em 29 de maio de 2021
3. ↑  «i gradi dell'Esercito Italiano - distintivi di incarico e funzionali» (PDF). esercito.difesa.it (em italiano). Italian Army. Consultado em 30 de maio de 2021. Cópia arquivada (PDF) em 1 de agosto de 2010
4. ↑  Secretary of National Defense (27 de junho de 2019). «Manual gráfico para el uso de Uniformes, Divisas y Equipo del Ejército y F.A.M.» [Graphic manual for the use of Uniforms, Badges and Equipment of the Army and Air Force] (PDF) (em espanhol). Consultado em 22 de maio de 2021
5. ↑  Johnson, p 17
6. ↑  Larzelere, p 17